# 서윤재
서윤재(본명: 권현영, 1976년 12월 25일 ~ )는 대한민국의 배우이다.

## 학력
- 중앙대학교 연극영화과 (95학번, 학사) 졸업

## 수상
- 1997 KBS 슈퍼탤런트선발대회 은상

## 출연

### 영화
- 2002 마법의 성
- 2007 두 사람이다

### 드라마
- 1997년 KBS 2TV 파랑새는 있다
- 1997년 KBS 2TV 스타
- 1997년 KBS 1TV 모정의 강
- 1997년 KBS 2TV 완벽한 남자를 만나는 방법
- 1998년 KBS 2TV 종이학
- 2000년 KBS 2TV 꼭지
- 2000년 KBS 1TV 태조 왕건
- 2000년 KBS 1TV 좋은걸 어떡해
- 2000년 KBS 2TV 가을동화
- 2005년 KBS 1TV 별난여자 별난남자
- 2007년 KBS 1TV 미우나 고우나
- 2009년 KBS 2TV 아가씨를 부탁해

### 시트콤
- 1998 KBS 2TV 행복을 만들어 드립니다
- 1999 MBC TV 남자 셋 여자 셋 (이소연 역)
- 2002 SBS TV 오렌지 (서윤아 역)
- 2002 코미디TV 란제리 (바 사장 역)